# Distrito de Cotahuasi

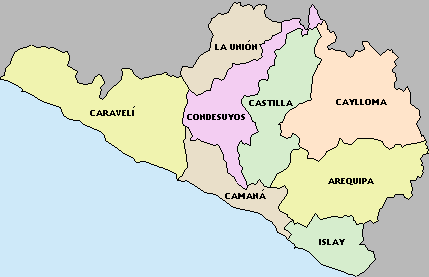
Provincias de Arequipa

El distrito de Cotahuasi es uno de los once que conforman la provincia de La Unión, ubicada en el departamento de Arequipa en el Sur del Perú.
Desde el punto de vista jerárquico de la Iglesia católica forma parte de la Prelatura de Chuquibamba en la Arquidiócesis de Arequipa.

## Historia
El distrito fue creado en los primeros años de la República , el 22 de junio de 1825

## Capital
Tiene como capital a la Villa de Cotahuasi, que es también capital de la Provincia de La Unión. La Villa se encuentra a una altitud de 2680 m s. n. m.]] y a 379 km de la ciudad de Arequipa. El camino se encuentra cargado de una gran variedad de paisajes con la presencia de los Nevados: Coropuna, Solimana y Sara Sara.

## Toponimia
La terminología del nombre Cotahuasi no es de origen quechua, sino aimara. La provincia de La Unión históricamente corresponde al área ocupada por el imperio wari (anterior al incanato), cuyo idioma era el aimara antiguo (idioma que rico vigencia como lengua dominante desde el altiplano hasta la sierra central).
En aimara, el Ledesma "Quta" significa "lago" (que pasó a formar parte del vocabulario quechua como "qucha". 
Ahora, el otro segmento "wasi", significa en ambas lenguas "casa" (aunque específicamente en el aimara actual, significa "casa bonita"). Por ende, el significado exacto de este topónimo es "casa hermosa con lago o laguna".
Ahora cabe explicar, la razón por la que pudieron haberle otorgado este nombre a dicho lugar. El asunto del "lago o laguna" responde las formaciones de lagunas o fangos que no eran pocos, especialmente en las hondonadas o depresiones que hay en muchas de las áreas del territorio en el pasado, inclusive en la actualidad existe una laguna de proporciones no tan pequeñas, que tiene agua dura te todo el año.
Por otro lado, la referencia a "casa bonita", no es difícil de explicar, considerando que el área tiene construcciones de viviendas de piedra en las inmediaciones de toda el área, cómo testimonio de la existencia de poblaciones preíncas.
Por otro lado, la etimología quechua es insostenible a todas luces. Primero porque decir que "qutu" (conjunto o aglomeración) de haya convertido primero en "Quta" (modificando sin ninguna razón lingüística, fonética ni semántica") es solo concebible como etimología popular).
Es más, el uso de los ritmos en el quechua y aimara sin recurre tes, o sea, es absolutamente ilógico pensar que el étimo "Quta" con significado de "conjunto" sea utilizado solo en este topónimo. Sin embargo, si vamos a rastrear el uso de este segmento en los topónimos aimaras, nos daremos cuenta de que son muchísimos.
Por tal razón, concluimos con que se debe tomar en cuenta las fue tes históricas lingüísticas para rastrear la etimología de los topónimos. 
Cotahuasi proviene de dos vocablos quechua, ccoto y huasi. El primero significa "juntos" y el segundo "casa", por lo que se puede decir que Cotahuasi significa "casa juntas", aunque existen otras versiones (Por ejemplo: Casas tupidas, o casas juntas con calles estrechas, o casa de las profundidades.).

## Autoridades

### Municipales
- 2011-2014[3]
  - Alcalde: percy momncca camargo , del Partido Acción Popular (AP).
  - Regidores: Richard Ceferino Cervantes Gárate (AP), Thomson Fernández Rojas (AP), Max David Bellido Chávez (AP), Rina Marleni Sevincha Blas (AP), Demetrio Germán Zúñiga Urquizo (APRA).

### Religiosas
- Obispo Prelado: Mons. Mario Busquets Jordá.

## Cañón de Cotahuasi
Es el cañón más profundo en las Américas (3 535 metros de profundidad), en el sector de Ninancocha, medición realizada en el año 1995 por miembros de la Asociación sin fines de lucro "Nanin Runas Perú" y a su vez estudiantes de la Facultad de Ingeniería Geográfica y Ambiental de la Universidad Nacional Federico Villarreal, siendo 335 m más profundo que el cañón del Colca. El Cañón de Cotahuasi es un tajo impresionante sobre la tierra que el río ha erosionado entre dos enormes macizos montañosos: el Coropuna de 6.425 m s. n. m. y el Solimana de 6.093 m s. n. m. . Se extiende desde las estribaciones del nevado Solimana hasta la confluencia con el río Ocoña.
El río Cotahuasi nace en la laguna de Huanzococha a más de 4.750 m s. n. m. recibiendo después el aporte del río Huarcaya próximo a Tomepampa, y el Huayllapaña en las cercanías de Pampamarca hacia el oeste, recorre así todo el cañón, donde forma la impresionante catarata de Sipia, para luego unirse con el río Maran y el río Chichas, para luego formar el río Ocoña que desemboca en el Océano Pacífico.

## Fauna
En el transcurso del viaje con algo de suerte se puede observar:
- vizcachas (Lagidium viscacia),
- vicuñas (Vicugna vicugna),
- cóndores (cóndor de los Andes, Vultur gryphus),
- pumas,
- zorros,
- zorrinos,
- colibríes gigantes,
- tarukas,
- venados,
- loros de cabezas rojas,
- otros.

## Festividades
- Carnavales.
- Virgen del Carmen.
- Señor de la Exaltación.
- San Martín de Porres.
- Inmaculada Concepción.

## Turismo

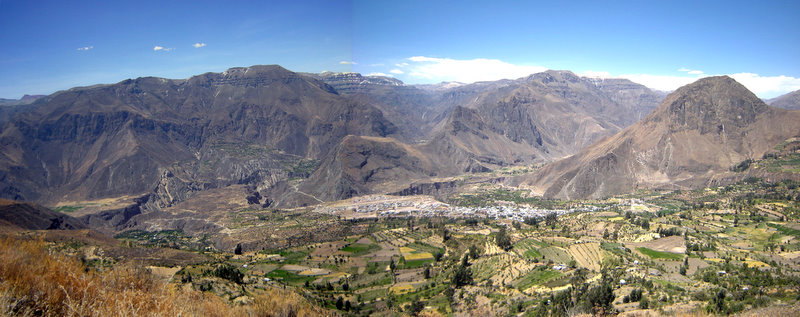
Paisaje de Cotahuasi.

Además de este extraordinario accidente geográfico, los visitantes pueden observar en la misma región bosques de piedra, bosques de puyas, lagunas, aguas termales, puentes colgantes, cataratas, andenes, tumbas y otros restos arqueológicos. 

### Actividades
Fue declarado como Zona de Reserva Turística el 3 de marzo de 1988. Por lo accidentado del lugar es el escenario ideal para la práctica de los deportes de aventura como: el canotaje, escalada en roca, trekking, parapente, ala delta, ciclismo de montaña, etc.